# الجازع (المحفد)

تعديل مصدري - تعديل

الجازع هي إحدى قرى عزلة المحفد بمديرية المحفد التابعة لمحافظة أبين، بلغ تعداد سكانها 127 نسمة حسب تعداد اليمن لعام 2004.